# Torstraße
De Torstraße is een belangrijke straat in het Berlijnse district Mitte en heeft een lengte van ongeveer 2 kilometer. De Torstraße vormt de verbinding tussen de Mollstraße en de Hannoversche Straße. De straat komt voort uit een weg die langs de Berlijnse tolmuur liep. 
De Torstraße begint aan de Prenzlauer Allee en gaat in oost-westrichting over de Schönhauser Allee en de Rosenthaler Platz naar de Friedrichstraße, waar ze eindigt als Oranienburger Tor. Een deel van de straat heette tussen 1826 en 1872 Straße vor den Thoren, omdat ze op haar loop vier vroegere stadspoorten tegenkomt.
Tussen 1872 en 1949 werd het westelijke deel tussen de Rosenthaler Platz en de Friedrichstraße Elsasser Straße genoemd. Het oostelijke deel heette Lothringer Straße. De DDR noemde toen de volledige straat naar de toenmalige president Wilhelm Pieck. In 1994 kreeg de straat haar oorspronkelijke naam Torstraße terug.